# Tutu (chanson)
Pour les articles homonymes, voir Tutu (homonymie).
Singles par Camilo
La Boca
(2019) Primer Avion
(2019)
Singles par Pedro Capó (en)
Como Lo Hiciste Ayer
(2019) Quedate
(2019)
Tutu est une chanson du chanteur colombien Camilo et du chanteur portoricain Pedro Capó (en) sortie le 9 août 2019 en tant que single.
Un remix avec la chanteuse colombienne Shakira sort le 15 octobre 2019.

## Contexte
Tutu est une chanson pop basée sur des rythmes urbains. Les paroles ont été inspirées par l'amour que Camilo ressent pour sa petite amie, Evaluna Montaner, qui est également la protagoniste du clip.
Tutu a été écrite par Camilo et ses producteurs Jon Leone et Richi Lopez.

## Clip vidéo
Le clip de Tutu est sorti sur Youtube le même jour que la chanson, le 9 août 2019. Il a été réalisé par Marlene Rodríguez Miranda et a été filmé en Argentine. Camilo et Capó apparaissent dans un théâtre, accompagnés d'un large casting d'acteurs et de danseurs. En août 2021, le clip vidéo comptabilise 680 millions de vues.

## Classements

### Classements hebdomadaires
| Chart (2019)                 | Meilleure position |
| ---------------------------- | ------------------ |
| Argentine (Hot 100)          | 1                  |
| Bolivie (Monitor Latino)     | 4                  |
| Brésil (Top 100 Brasil)      | 91                 |
| Chili (Monitor Latino)       | 1                  |
| Colombie (Monitor Latino)    | 2                  |
| Colombie (National-Report)   | 4                  |
| Costa Rica (Monitor Latino)  | 3                  |
| Équateur (Monitor Latino)    | 5                  |
| Salvador (Monitor Latino)    | 2                  |
| Guatemala (Monitor Latino)   | 1                  |
| Italie (FIMI)                | 97                 |
| Mexique (Airplay)            | 1                  |
| Mexique (Monitor Latino)     | 2                  |
| Nicaragua (Monitor Latino)   | 14                 |
| Panama (Monitor Latino)      | 4                  |
| Paraguay (Monitor Latino)    | 1                  |
| Paraguay (SGP)               | 19                 |
| Pérou (Monitor Latino)       | 3                  |
| Porto Rico (Monitor Latino)  | 4                  |
| Espagne (PROMUSICAE)         | 8                  |
| Uruguay (Monitor Latino)     | 1                  |
| États-Unis (Hot Latin Songs) | 16                 |
| États-Unis (Latin Airplay)   | 10                 |
| Venezuela (Monitor Latino)   | 2                  |

### Classements annuels
| Chart (2019)                 | Position |
| ---------------------------- | -------- |
| Argentine (Monitor Latino)   | 24       |
| Portugal (AFP)               | 793      |
| États-Unis (Hot Latin Songs) | 96       |

| Chart (2020)               | Position |
| -------------------------- | -------- |
| Argentine (Monitor Latino) | 7        |

## Certifications
| Pays                       | Certification        | Ventes/Streams |
| -------------------------- | -------------------- | -------------- |
| Brésil (Pro-Música Brasil) | 2 × Platine          | 80,000         |
| Mexique (AMPROFON)         | Diamant+ 3 × Platine | 480,000        |
| Espagne (PROMUSICAE)       | 2 × Platine          | 80,000         |
| États-Unis (RIAA)          | Diamant (Latin)      | 600,000        |